# San Vito (Taranto)
 Capo San Vito è una borgata nonché  località balneare del comune di Taranto, situata sul capo omonimo. Il territorio fa parte della zona settentrionale del Salento.

## Da monastero a borgata
La storia della località di San Vito comincia con un piccolo tempio: infatti, secondo gli scritti del Merodio, insigne storico e teologo tarantino, intorno ai primi anni del XII secolo l'arcivescovo di Taranto Rainaldo avrebbe donato a Vitale, Cirillo e Nicodemo, Calogeri di origine greca, una piccola chiesa, eretta nei pressi di una sopraelevazione a picco sul mare, intitolata a "San Vito del Pizzo".
A questo piccolo tempio venne poi annesso un monastero, nel quale era custodito un reliquiario contenente tracce del sangue del martire siciliano.
Alla fine del XVI secolo i turchi, approdati sulle coste joniche, rasero al suolo il monastero non lasciandone la benché minima traccia.
Solo a partire dal XVIII secolo, nei pressi del luogo in cui anticamente sorgeva il monastero, emerse un piccolo centro abitato, la cui economia si basava principalmente sull'agricoltura e sulla pesca. Sembra inoltre che il lido della borgata di San Vito costituisse luogo destinato allo svago e alla caccia.

## San Vito oggi
L'attuale edilizia abitativa è di costruzione relativamente recente.
Le zone di suddivisione sono:
- Praia a mare (Marechiaro)
- Tramonto (Arenile, San Michele Elioterapico MM sottufficiali, Villaggio Montello dell' EI, Zona Tursport-Barone Mariano Liuzzi)
- Faro (Elioterapico MM ufficiali, Porticciolo)
- Lido Bruno (Sun Bay)
- Vizzarro
- Capo S.Vito (Centro e Scuola Volontari MM)

Oggi la località di San Vito, nonostante il suo accorpamento forzato con le borgate di Talsano e Lama e la sua vocazione militare (poiché ospita alcune installazioni della Marina Militare) è da considerarsi un vero e proprio centro residenziale, nonché meta, a livello locale, di turismo balneare.